# Pedro Bradshaw
DeAndre Cortez "Pedro" Bradshaw, né le 14 octobre 1998 à Russellville, dans le Kentucky, est un joueur professionnel américain de basket-ball évoluant au poste d'arrière.

## Carrière junior
Pedro Bradshaw fréquente le lycée de Russellville dans le Kentucky. Il marque en moyenne 21,1 points et prend 12,2 rebonds par match en junior. En tant que senior, Bradshaw marque 22,1 points et prend 13,1 rebonds en moyenne par match, ce permet à son équipe d'atteindre la finale du tournoi de la région 4. Il remporte le prix du joueur de l’année de la région 4. Il est finaliste pour le trophée Kentucky Mr. Basketball et termine sa carrière en lycée avec 1 938 points et 1 169 rebonds, deux records de son lycée. Il s'engage à jouer au basket-ball pour l'équipe de l'université Belmont, plutôt que l'université du Kentucky, l'Université d'État de Californie à Long Beach ou l'UNC Wilmington.
Pedro Bradshaw est invité à prendre une année de redshirt par l’entraîneur de Belmont, Rick Byrd (en), mais il refuse. Il choisit de rejoindre l'université du Kentucky en décembre 2017, après n’avoir disputé aucun match avec les Bruins de Belmont. Il ne joue pas de la saison 2017-2018 pour être admissible à la rentrée semestrielle de 2018. Il marque en moyenne 2,4 points et prend 1,8 rebond par match en deuxième année avec les Colonels du Kentucky, et obtient son transfert après la saison.
Bradshaw rejoint l'équipe de l'université Bellarmine en division II universitaire où il est admissible immédiatement. Il marque en moyenne 9,2 points par match, aidant les Knights de Bellarmine à terminer avec un bilan de 20 victoires et 8 défaites. En tant que joueur senior, il marque en moyenne 16 points par match et prend 6,9 rebonds après l'affectation de Bellarmine en Division I. À l'issue de la saison 2020-2021, il est nommé dans la First Team All-ASUN, puis il se déclare pour la draft 2021 de la NBA.

## Carrière professionnelle
Pedro Bradshaw n'est pas sélectionné lors de la draft 2021 de la NBA.

### Carrière professionnelle

#### Début en NBA Gatorade League (2021-2024)
En octobre 2021, il est sélectionné en 10e position du second tour par les Stars de Salt Lake City lors le la draft 2021 de la NBA Gatorade League. Le 7 novembre 2021, il inscrit 23 points contre le Blue d'Oklahoma City. Il affiche des statistiques par match de 8,3 points, 2,8 rebonds et 1,3 passe décisive en 4 matchs de la Showcase Cup disputée, avant d'être coupé en décembre 2021.
Le 6 décembre 2021, il s'engage avec le Skyforce de Sioux Falls mais il est coupé le 13 janvier 2022 après seulement 7 matchs joués.
Le 16 janvier 2022, ses droits sont acquis par les Wolves de l'Iowa. Bradshaw est coupé le 31 janvier 2022, après avoir participé à trois matchs avec des moyennes de 1,7 point et 3,5 rebonds par match. Il est de nouveau acquis par les Wolves le 14 février 2022, avant d'être de nouveau coupé le 19 février 2022.
Le 21 février 2022, ses droits sont acquis par les Mad Ants de Fort Wayne avec qui il dispute la fin de la saison 2021-2022 de G-League. Il dispute la saison 2022-2023 avec les Mad Ants. Le 25 février 2023, il établit un nouveau record avec 25 points face aux Knicks de Westchester et il est tout proche de réaliser son premier double-double avec 9 rebonds. Chose qu'il réussit le lendemain face au Gold de Grand Rapids avec 12 points et 12 rebonds, puis, une nouvelle fois le match suivant face aux Raptors 905 avec 12 points et 11 rebonds. Il réalise un troisième double-double lors de l'élimination des Mad Ants face au Go-Go de Capital City au premier tour des playoffs avec 15 points et 10 rebonds. Durant cette saison, il dispute 43 matchs (showcase cup, saison régulière et playoffs) avec des moyennes par match de 9,2 points, 5,8 rebonds et 1 passe décisive pour un temps moyen de jeu de 19,2 minutes en saison régulière.
Le 26 septembre 2023, il signe un two-way contract avec les Pacers de l'Indiana, mais il est coupé deux jours plus tard. Le 28 octobre 2023, il rejoint le camp d'entraînement des Mad Ants de l'Indiana (nouveau nom des Mad Ants de Fort Wayne). Il dispute son premier match de la saison 2023-2024 de G-League lors de l'ouverture, le 11 novembre 2023, face au Skyforce de Sioux Falls avec 13 points et 2 passes décisives en 18 minutes de jeu. Il réalise un double-double de la saison le 30 janvier 2024 face aux Knicks de Westchester avec 15 points et 16 rebonds. Il réalise sa meilleure performance en points avec 24 le 2 février 2024 face au Cruise de Motor City. Le 22 mars 2024, il inscrit 18 points et 18 rebonds face aux Nets de Long Island. Au final, il dispute 30 matchs de saison régulière avec des moyennes par match de 8,1 points et 5,6 rebonds.

#### Carrière hors des États-Unis (depuis 2024)
Le 29 juillet 2024, il s'engage avec les Cairns Taipans dans la National Basketball League pour la saison 2024-2025. Il débute la saison le 21 septembre 2024 face aux Illawarra Hawks avec 8 points et 7 rebonds en 31 minutes de jeu. Il réalise son premier double-double de la saison le 19 octobre 2024 avec 18 points et 14 rebonds face au même adversaire. Le 30 octobre 2024, il se blesse à la cheville droite et est écarté des terrains durant huit semaines. Il fait son retour plus rapidement que prévu début décembre 2024. Il dispute son dernier match avec les Cairns Taipans le 8 février 2025 face aux Tasmanie JackJumpers avec 4 points et 6 rebonds en 24 minutes. Il termine la saison avec 10,7 points et 5,7 rebonds par match.
Le 24 février 2025, il s'engage avec Rostock Seawolves (en) dans le championnat allemand pour le reste de la saison 2024-2025. Il débute le 1er mars 2025 face au Telekom Baskets Bonn avec 5 points et 4 rebonds en 11 minutes de jeu. Il dispute 13 matchs de championnat pour des moyennes par match de 10,6 points, 5,1 rebonds et 1,4 passe décisive en 25,2 minutes de jeu.
En juillet 2025, il fait un court retour aux États-Unis pour participer à The Basketball Tournament (en) avec le Eberlein Drive (en).

## Statistiques

### En universitaire
Les statistiques par match de Pedro Bradshaw en universitaire sont les suivantes :
| Saison    | Équipe     | Matchs | Titul. | Min./m | % Tir | % 3pts | % LF | Rbds/m. | Pass/m. | Int/m. | Ctr/m. | Pts/m. |
| --------- | ---------- | ------ | ------ | ------ | ----- | ------ | ---- | ------- | ------- | ------ | ------ | ------ |
| 2017-2018 | Belmont    | -      | -      | -      | -     | -      | -    | -       | -       | -      | -      | -      |
| 2018-2019 | Kentucky   | 10     | 1      | 7,3    | 41,7  | 16,7   | 60,0 | 1,8     | 0,4     | 0,6    | 0,2    | 2,4    |
| 2020-2021 | Bellarmine | 22     | 22     | 29,4   | 50,0  | 36,0   | 83,5 | 6,9     | 2,5     | 1.6    | 0 5    | 16,0   |
| Total     | Total      | 32     | 23     | 22,5   | 49,2  | 33,9   | 82,5 | 5,3     | 1,8     | 1,3    | 0,4    | 11,7   |

### En NBA Gatorade League
Les statistiques par match de Pedro Bradshaw en NBA Gatorade League sont les suivantes:

#### En Showcase Cup
| Saison    | Équipe         | Matchs | Titul. | Min./m | % Tir | % 3pts | % LF | Rbds/m. | Pass/m. | Int/m. | Ctr/m. | Pts/m. |
| --------- | -------------- | ------ | ------ | ------ | ----- | ------ | ---- | ------- | ------- | ------ | ------ | ------ |
| 2021-2022 | Salt Lake City | 4      | 0      | 16,0   | 46,2  | 46,7   | 33,3 | 2,8     | 1,3     | 0,5    | 0      | 8,3    |
| 2021-2022 | Sioux Falls    | 3      | 0      | 13,7   | 28,6  | 50,0   | 100  | 2,3     | 1,7     | 0,3    | 0,3    | 5,3    |
| 2022-2023 | Fort Wayne     | 16     | 1      | 21,4   | 49,5  | 41,7   | 73,7 | 6,2     | 1,6     | 0,6    | 0,3    | 9,3    |
| 2023-2024 | Indiana        | 15     | 8      | 24,3   | 39,8  | 38,7   | 76,0 | 7,3     | 1,9     | 1,3    | 0,5    | 9,6    |
| Total     | Total          | 38     | 9      | 21,4   | 43,8  | 41,9   | 74,0 | 6,0     | 1,7     | 0,8    | 0,3    | 9,0    |

#### En saison régulière
| Saison    | Équipe      | Matchs | Titul. | Min./m | % Tir | % 3pts | % LF | Rbds/m. | Pass/m. | Int/m. | Ctr/m. | Pts/m. |
| --------- | ----------- | ------ | ------ | ------ | ----- | ------ | ---- | ------- | ------- | ------ | ------ | ------ |
| 2021-2022 | Sioux Falls | 4      | 0      | 9,5    | 38,5  | 42,9   | 75,0 | 1,5     | 1,0     | 0      | 0,3    | 4,8    |
| 2021-2022 | Iowa        | 3      | 0      | 9,0    | 16,7  | 0      | 100  | 2,3     | 0,3     | 0,7    | 0      | 1,7    |
| 2021-2022 | Fort Wayne  | 17     | 0      | 19,8   | 34,2  | 33,3   | 82,6 | 4,3     | 1,4     | 0,8    | 0,3    | 5,4    |
| 2022-2023 | Fort Wayne  | 29     | 1      | 19,2   | 50,9  | 41,9   | 77,6 | 5,8     | 1,0     | 0,7    | 0,4    | 9,2    |
| 2023-2024 | Indiana     | 30     | 14     | 23,7   | 43,5  | 40,8   | 75,0 | 5,6     | 1,5     | 0,6    | 0,3    | 8,1    |
| Total     | Total       | 83     | 15     | 20,1   | 44,0  | 38,7   | 77,9 | 5,1     | 1,2     | 0,7    | 0,3    | 7,5    |

#### En playoffs
| Saison    | Équipe     | Matchs | Titul. | Min./m | % Tir | % 3pts | % LF | Rbds/m. | Pass/m. | Int/m. | Ctr/m. | Pts/m. |
| --------- | ---------- | ------ | ------ | ------ | ----- | ------ | ---- | ------- | ------- | ------ | ------ | ------ |
| 2022-2023 | Fort Wayne | 1      | 0      | 31,0   | 50,0  | 25,0   | 0    | 10,0    | 0       | 0      | 0      | 15,0   |
| Total     | Total      | 1      | 0      | 31,0   | 50,0  | 25,0   | 0    | 10,0    | 0       | 0      | 0      | 15,0   |

## Palmarès et Distinctions

### Palmarès
Néant.

### Distinctions personnelles
- First Team All-ASUN (2021)